# 사요 (전한)
사요(謝堯, 기원전 66년 ~ ?)는 전한 말기의 관료로, 자는 장평(長平)이며 남양군 사람이다.

## 행적
집금오·대홍려·우부풍·장작대장을 역임하였다.
원시 4년(4년), 다시 우부풍이 되었다. 그러나 이미 일흔 살이었던 사요는 병으로 물러났고, 관내후에 봉해졌다.

## 출전
- 반고, 《한서》 권19하 백관공경표 下

| 전임 왕함 | 전한의 집금오 기원전 8년 ~ 기원전 7년 | 후임 염숭 |

| 전임 임굉 | 전한의 대홍려 기원전 7년 ~ 기원전 5년 | 후임 필유 |

| 전임 마가 | 전한의 우부풍 기원전 5년 ~ 기원전 4년 | 후임 위장 |

| 전임 교망 | 전한의 장작대장 ? ~ 4년 | 후임 녹병 |

| 전임 무양 | 전한의 우부풍 4년 | 후임 등빙 |